# 河西中央公园

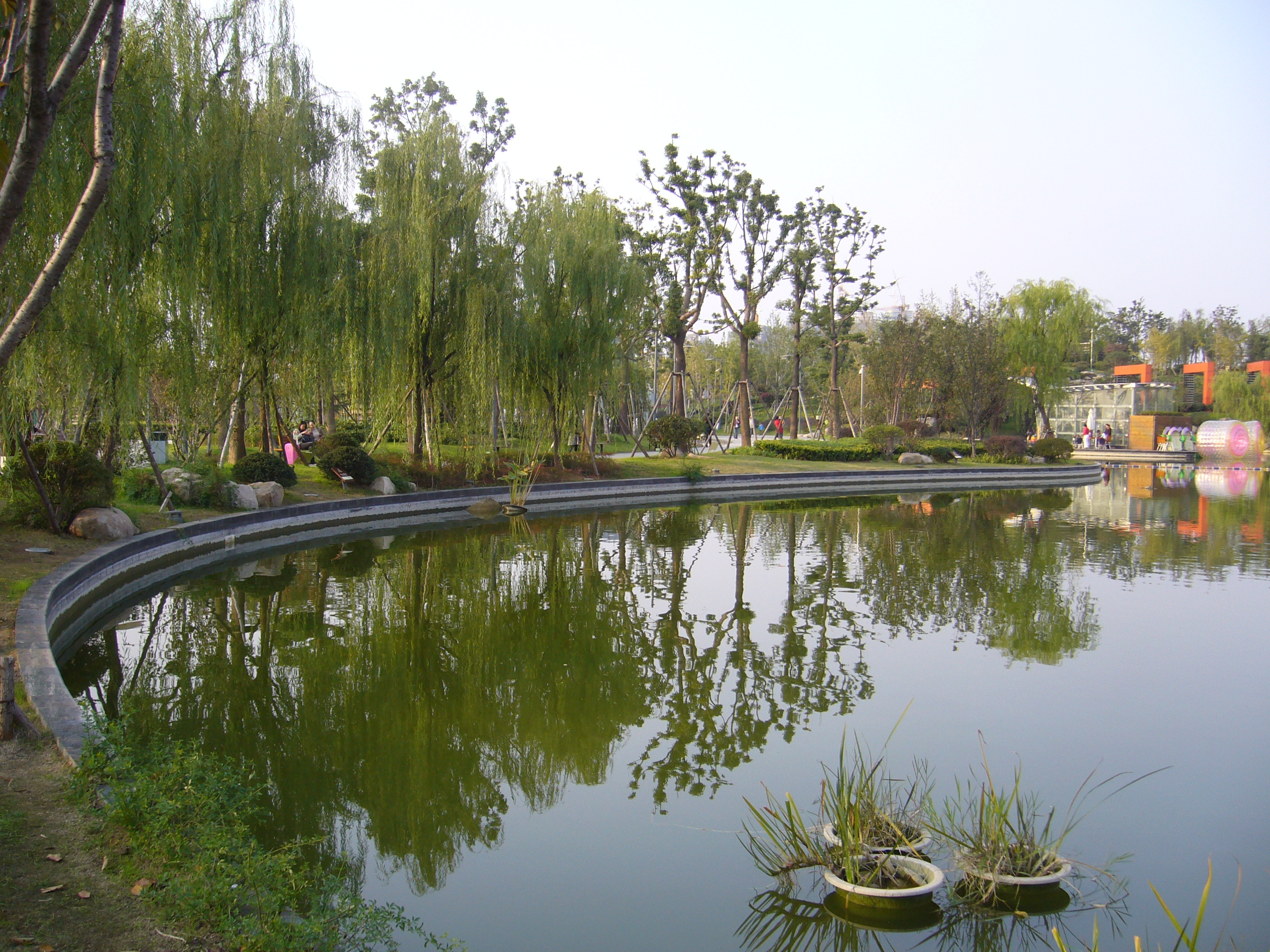
中央公园内一景

河西中央公园位于南京市河西新城CBD商务轴线与河西大街商业轴线交汇的中心轴点，南京奥体中心的东南面，地铁元通站附近，北面有朗诗广场、金奥大厦等河西标志性高层建筑。中央公园由河西指挥部、河西国资集团共同承建，于2008年5月1日正式建成免费开放，是目前南京最大的城市园林休闲公园 。

## 公园景观简介
河西中央公园占地近10万平方米，其中，景观绿化占9万平方米，主要由3个下沉式广场和人工湖、景观山组成，以生态、景观、水体为主。
公 园东大门前，是一条宽阔的石板大道，直通音乐喷泉，大门两侧有两组地面旱喷泉。石板路两侧有树阵、草坪等百余种植物，中央公园中间是面积达5000平方米 的大型人工湖，湖内建有集音乐喷泉、水幕电影、激光电影系统于一体的的现代化人工综合水景，还有一部电梯直通湖底音乐喷泉处。湖四周设有环湖栈道，在人工 湖的四周还建了4个小广场。公园西北角有一个占地近4000平方米的人造山体，配有数个红色的立体拱门造型。此外，园内还搭建有4幢外形各异、风格统一的 小屋，分别为艺术中心、湖畔茶社、旅客咨询中心、公共洗手间，建筑总面积约为3200平方米，均为二层独立式带全密封精装修的公共开敞建筑。

## 公园建筑结构
除了上层的生态性园区，中央公园地面下方为华东地区面积最大的人防工程，人防工程分为上下两层，占地8万平方米，总建筑面积总建筑面积123510平方米，共设有33个通气]口，负一层为购物广场，现有家乐福河西中央公园店入驻，负二层则为拥有1200个车位的超大型停车场。由于该工程处于河西的繁华地段，若发生突发事件,还可供十几万人隐蔽。